# أدونيس حلبي
الأدونيس الحلبي (باللاتينية: Adonis aleppica) نوع نباتي ينتمي إلى جنس الأدونيس أو عين الجمل من الفصيلة الحوذانية.

## الموئل والانتشار
موطنه المشرق العربي
النبات سام.